# Odznaka Skoczek Spadochronowy Służb Ochrony

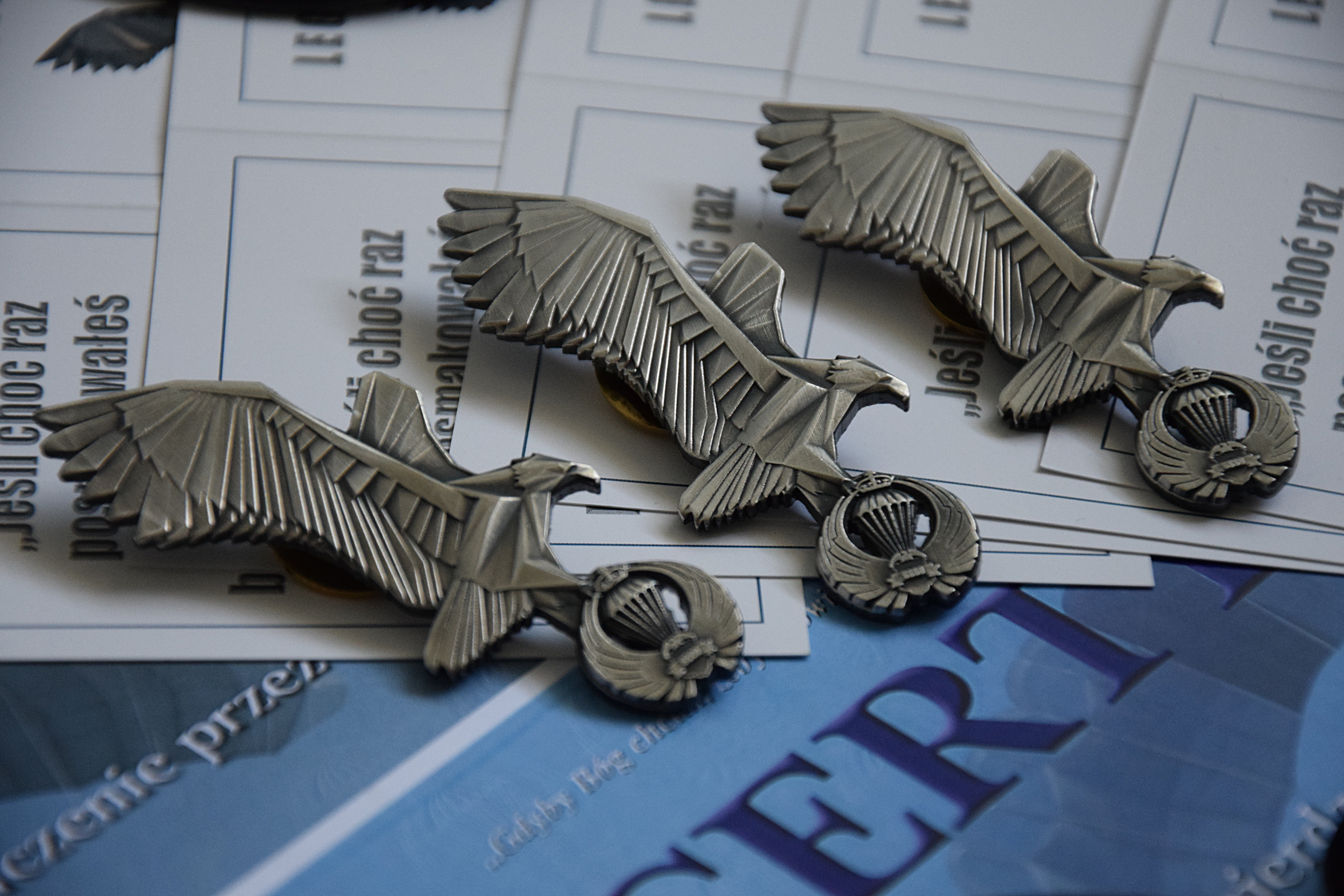
Odznaka Skoczka Spadochronowego Służb Ochrony

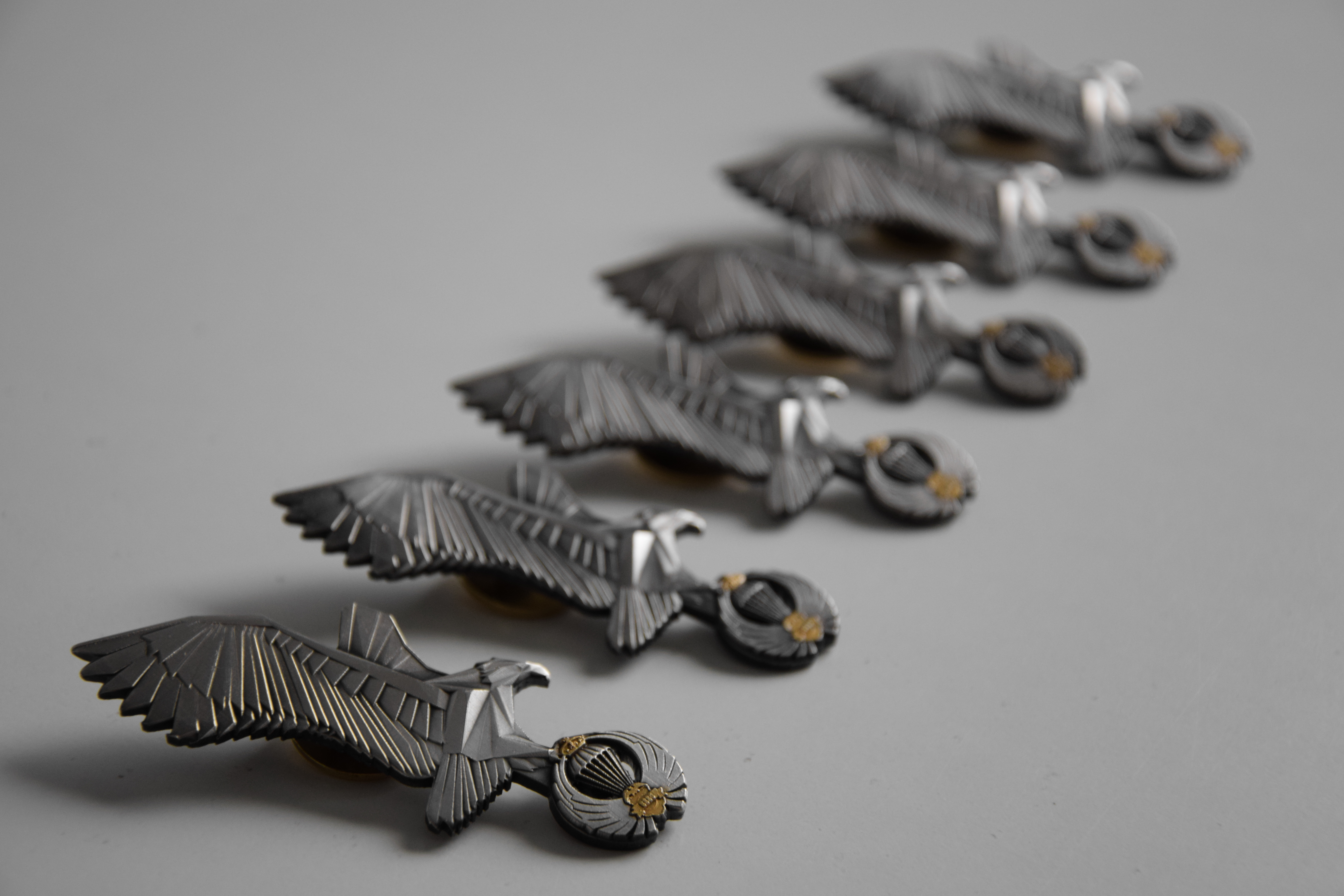
Złota Odznaka Skoczek Spadochronowy Służb Ochrony

Odznaka Skoczek Spadochronowy Służb Ochrony – odznaka kolekcjonerska nadawana prywatnie i ustanowiona w dniach 25 maja i 1 czerwca 2002 w ramach szkolenia spadochronowego na lotnisku Aeroklubu Nowotarskiego.
Warunkiem zdobycia odznaki SSSO jest ukończenie przeszkolenia naziemnego i wykonanie samodzielnego skoku spadochronowego metodą Static Line. 
Odznaka jest dedykowana wszystkim osobom, które ukończą szkolenie w tym cywilom, żołnierzom, funkcjonariuszom Służby Więziennej, Policji, Straży Miejskiej, Straży Granicznej, Pracownikom Ochrony, Straży Ochrony Kolei, uczniom szkół o profilu mundurowym.
Odznaka nie jest oficjalną odznaką służb mundurowych. Ma wyłącznie charakter kolekcjonerski.
Projekt odznaki opracował Michał Witulski. Odznaka to zbudowany z geometrycznych elementów atakujący orzeł, który dzierży w swoich szponach odznakę starego wzoru, składającą się z korony, nawiązującej do herbu Krakowa, stolicy polskich spadochroniarzy, okrągłego spadochronu, w tej samej stylizacji ośmiu linek jak na emblematach 6 Brygady Powietrznodesantowej, standardowej odznaki policyjno-ochroniarskiej z napisem SSSO oraz zamykających wzór, skrzydełek. Długość odznaki wynosi 7,5 cm. Odznaka Skoczka Spadochronowego Służb Ochrony jest wykonana metodą tłoczenia z miedzi posrebrzanej. Każdy egzemplarz jest numerowany i przyznawany wraz z legitymacją.
W swojej stylizacji odznaka nawiązuje ideowo do znaku spadochronowego Polskich Sił Zbrojnych na Zachodzie oraz odznaki spadochronowej polskich wojsk powietrznodesantowych. Ma za zadanie kontynuować polską tradycję symboliki atakującego orła, jako falerystycznego motywu graficznego, potwierdzającego ukończenie specjalistycznego przeszkolenia i wykonanie skoku spadochronowego
Złota odznaka SSSO, jest przyznawana za szczególne zasługi dla popularyzacji tradycji spadochroniarstwa wojskowego oraz etos i  wartości, jakie są utożsamiane ze służbą w WPD. Może ją otrzymać wyłącznie  osoba, która wcześniej wykonała samodzielny skok ze spadochronem. Odznaki SSSO, nie są przyznawane honorowo. 